# Copa Mercosur
Copa Mercosur je bilo nogometno natjecanje za klubove iz Argentine, Brazila, Čilea, Paragvaja i Urugvaja koje se igralo između 1998. i 2001. godine, kada se s Copa Merconorte ujedinilo u novo natjecanje - Copa Sudamericana.

## Format natjecanja
Dvadeset klubova je bilo podijeljeno u pet grupa po četiri momčadi koje su igrale po šest kola. Osam najboljih momčadi je prošlo u četvrtzavršnicu od koje se igralo dvostrukim kup-sustavom, s iznimkom završnice. 

Copa Mercosur se uglavnom igrala u drugom dijelu sezone (od kolovoza do prosinca).

## Završnice
| sezona | pobjednik                             | rezultati           | finalist                  |
| ------ | ------------------------------------- | ------------------- | ------------------------- |
| 1998.  | Palmeiras (São Paulo)                 | 1:2, 3:1, 1:0       | Cruzeiro (Belo Horizonte) |
| 1999.  | Flamengo (Rio de Janeiro)             | 4:3, 3:3            | Palmeiras (São Paulo)     |
| 2000.  | Vasco da Gama (Rio de Janeiro)        | 2:0, 0:1, 4:3       | Palmeiras (São Paulo)     |
| 2001.  | San Lorenzo de Almagro (Buenos Aires) | 0:0, 1:1 (4:3 11 m) | Flamengo (Rio de Janeiro) |

 rezultat podebljan - domaća utakmica za pobjednika 

## Poveznice i izvori
- conmebol.com, Copa Mercosur, wayback arhiva
- rsssf.com, Copa Mercosur
- Copa Sudamericana
- Copa Merconorte
- Copa CONMEBOL
- Copa Libertadores